# Resolutie 1150 Veiligheidsraad Verenigde Naties
Resolutie 1150 van de Veiligheidsraad van de Verenigde Naties werd op 30 januari 1998 unaniem aangenomen. De resolutie verlengde de UNOMIG-waarnemingsmissie in Abchazië met zes maanden.

## Achtergrond
Op de golf van opkomend onafhankelijkheidsstreven van Georgië uit de Sovjet-Unie tegen het einde van de jaren 1980, streefde de Abchazische minderheid in de Abchazische autonome republiek de onafhankelijkheid na, uit angst de autonomie in Georgië te verliezen. Het leidde tot etnische spanningen met de Georgiërs, die in Abchazië de grootste bevolkingsgroep waren.
In 1992 kwam het tot een gewapend conflict, waarbij ook Rusland betrokken raakte, dat het voor de Abchaziërs opnam. Begin 1993 braken zware gevechten uit om de Abchazische hoofdstad Soechoemi. In de zomer van 1993 werd een staakt-het-vuren afgesproken en werd de UNOMIG-waarnemingsmissie opgericht. De val van Soechoemi in september 1993 leidde tot grootschalige etnische zuiveringen tegen de Georgische gemeenschap.

## Inhoud

### Waarnemingen
Zowel Georgië als de Abchazen hadden de door secretaris-generaal Kofi Annan voorgestelde versterking van de betrokkenheid van de VN bij het vredesproces verwelkomd en een actieprogramma voor de uitvoering goedgekeurd. Intussen bleef de situatie in Gali precair door het leggen van mijnen, misdaad, ontvoering, moord en vooral gewapende groepen die het vredesproces verstoorden.

### Handelingen
Veel van het basiswerk om het vredesproces vooruit te helpen was nu gedaan, maar bij het oplossen van het conflict in Abchazië was op enkele belangrijke punten geen vooruitgang geboekt. Op de top in Lissabon was eveneens bepaald dat demografische veranderingen ten gevolge van het conflict onaanvaardbaar waren en dat alle vluchtelingen veilig moesten kunnen terugkeren.
De Veiligheidsraad veroordeelde de activiteiten van gewapende groepen en het leggen van mijnen in de regio Gali. Ook verlengde de Veiligheidsraad het mandaat van de UNOMIG-waarnemingsmissie in Georgië tot 31 juli.

## Verwante resoluties
- Resolutie 1096 Veiligheidsraad Verenigde Naties (1997)
- Resolutie 1124 Veiligheidsraad Verenigde Naties (1997)
- Resolutie 1187 Veiligheidsraad Verenigde Naties
- Resolutie 1225 Veiligheidsraad Verenigde Naties (1999)

Lijst ·  1147 ·  1148 ·  1149 ·  1150 ·  1151 ·  1152 ·  1153 ·  1154 ·  1155 ·  1156 ·  1157 ·  1158 ·  1159 ·  1160 ·  1161 ·  1162 ·  1163 ·  1164 ·  1165 ·  1166 ·  1167 ·  1168 ·  1169 ·  1170 ·  1171 ·  1172 ·  1173 ·  1174 ·  1175 ·  1176 ·  1177 ·  1178 ·  1179 ·  1180 ·  1181 ·  1182 ·  1183 ·  1184 ·  1185 ·  1186 ·  1187 ·  1188 ·  1189 ·  1190 ·  1191 ·  1192 ·  1193 ·  1194 ·  1195 ·  1196 ·  1197 ·  1198 ·  1199 ·  1200 ·  1201 ·  1202 ·  1203 ·  1204 ·  1205 ·  1206 ·  1207 ·  1208 ·  1209 ·  1210 ·  1211 ·  1212 ·  1213 ·  1214 ·  1215 ·  1216 ·  1217 ·  1218 ·  1219